# Viva Emptiness
Albums de Katatonia
Last Fair Deal Gone Down
(2001) The Great Cold Distance
(2006)
Viva Emptiness est le sixième album du groupe de metal suédois Katatonia, sorti en 2003 sous le label Peaceville Records.

## Liste des chansons
Toutes les paroles sont écrites par Renkse, toute la musique est composée par Renkse et Nyström, sauf si annoté.
| No  | Titre                                       | Durée |
| --- | ------------------------------------------- | ----- |
| 1.  | Ghost of the Sun                            | 4:07  |
| 2.  | Sleeper                                     | 4:08  |
| 3.  | Criminals                                   | 3:47  |
| 4.  | A Premonition (F. Norrman, Nyström, Renkse) | 3:33  |
| 5.  | Will I Arrive                               | 4:09  |
| 6.  | Burn the Remembrance                        | 5:22  |
| 7.  | Wealth                                      | 4:22  |
| 8.  | One Year from Now                           | 4:02  |
| 9.  | Walking by a Wire                           | 3:32  |
| 10. | Complicity                                  | 4:01  |
| 11. | Evidence                                    | 4:36  |
| 12. | Omerta (Renkse)                             | 2:58  |
| 13. | Inside the City of Glass (instrumental)     | 4:08  |